# Pyłypiwka (obwód żytomierski)
Pyłypiwka (ukr. Пилипівка) – wieś na Ukrainie, w obwodzie żytomierskim, w rejonie żytomierskim, w hromadzie Cudnów. W 2001 liczyła 610 mieszkańców, spośród których 433 wskazało jako ojczysty język ukraiński, a 177 rosyjski.